# The Eminem Show
The Eminem Show je čtvrté studiové a zároveň třetí album u major labelu amerického rappera Eminema, první u jeho vlastního labelu Shady Records. Bylo vydáno 28. května 2002 u společností Shady Records, Aftermath Entertainment a Interscope Records.
Jedná se o nejprodávanější album roku 2002 v USA, kdy se prodalo 7,6 milionů kusů. Také bylo oceněno cenou Grammy za nejlepší rapové album.
V roce 2011 deska získala ocenění diamantová deska za 10 milionů prodaných kusů v USA, a to teprve jako čtvrté hip-hopové album v historii. Také to bylo první diamantové ocenění pro Eminema.
Po vydání hudební magazín Rolling Stone vyhodnotil album jako 317. nejlepší album všech dob ve svém žebříčku "500 nejlepších hudebních alb všech dob".

## O Albu

### Pozadí
Třetí album u Aftermath/Interscope veleúspěšného rappera Eminema mělo být původně vydáno 4. června 2002, ovšem různé bootleg verze unikly na internet již v květnu. Vedení nahrávacích společností se proto rozhodlo vydat album již 28. května 2002. Některé obchody však začaly album prodávat s předstihem již 26. května. Předčasný prodej tak ohrožoval lepší umístění v týdenních žebříčcích.
14. května byl vydán singl "Without Me", který se umístil na 2. příčce žebříčku Billboard Hot 100, v několika zemích, především v Evropě se vyšplhal na vrchol hitparád. Tím se stal svého času jeho nejúspěšnějším singlem. Tím očekávání posluchačů ještě vzrostlo.

### Nahrávání
Nahrávání alba probíhalo během roku 2001, dokončování poté na počátku roku 2002. Ve stejné době Eminem natáčel i svůj film 8 Mile. Současně tedy nahrával i soundtrack pro film.

### Texty
Toto album je ještě více reflexní než předchozí The Marshall Mathers LP. Texty jsou uhlazenější a méně agresivnější a vulgární, Eminem je více seriózní.
V textech se věnuje novým tématům, jako rasismu v hudbě (píseň "White America") nebo americké vládě a terorismu ("Square Dance"). V písni "Say What You Say" kritizuje rappera Jermaine Dupri. Ale také zůstává u svých tradičních témat, jako u strastí svého dětství ("Cleanin' Out My Closet"), problémů se slávou ("Say Goodbye Hollywood"), svého zatčení z roku 2000 ("Soldier"), odkazu žánru ("Sing for the Moment" a "Business") a vztahu se svou bývalou ženou a dcerou ("Hailie's Song"). Vztah k ženám, které obviňuje z toho, že se o něj zajímají jen kvůli jeho majetku a slávě popsal v textu pro píseň "Superman". Svůj humor znovu představil v písni "Drips", kde popisoval jak chytil SPN. V singlu "Without Me" zase zesměšňoval popové zpěváky. V textu písně "Till I Collapse" se snaží motivovat své posluchače, aby to v těžkých chvílích nikdy nevzdávali.
Díky novému stylu vyjadřování se vydání alba obešlo bez kritiky misogynie a homofobie v textech. Nicméně stále obsahuje vulgarismy.

### Produkce
Hlavní záštitu nad produkcí hudby zajistil hudební producent a rapper Dr. Dre, i když většinu beatů složil sám Eminem. Ve stejné době probíhalo i nahrávání soundtracku k filmu 8. míle a některé beaty určené původně pro album skončily právě na soundtracku.
Eminem usiloval o zakomponování rockových prvků. Nejvíce ho ovlivnil rock ze 70. let 20. století. Na albu se to projevuje častými kytarovými riffy.

## Po vydání

### Prodej
Album debutovalo na první příčce US žebříčku Billboard 200 s 284 000 prodanými kusy, které se prodaly za pouhý den a půl v předčasném prodeji, který nepovolaně spustili někteří obchodníci. V následujícím týdnu se prodalo 1 322 000 kusů. Na prvním místě se udrželo po pět týdnů. Stejně tak dlouho se udrželo na prvním místě žebříčku UK Albums Chart.
Alba se prodalo přes 10 milionů kusů jen v USA, díky tomu v březnu 2011 obdrželo certifikaci diamantová deska od společnosti RIAA, a to již jako Eminemovo druhé album.
Dále získalo certifikace 10x platinová deska v Kanadě, 8x platinová v Austrálii a na Novém Zélandu, 4x platinová ve Spojeném království atd. Mimo USA se nejvíce prodalo ve Spojeném království (1 200 000 ks), Kanadě (1 000 000 kusů), Francii a Německu (v obou 600 000 ks) a v Austrálii (560 000 ks).

### Ocenění
Stejně jako album předchozí i toto bylo nominováno na cenu Grammy za album roku, tu však nezískalo. Proměnilo ale další nominaci, a to pro nejlepší rapové album, jako již Eminemovo třetí.

## Seznam skladeb
| Pořadí | Název                            | Hudba                               | Délka |
| ------ | -------------------------------- | ----------------------------------- | ----- |
| 1.     | Curtains Up (skit)               | Eminem                              | 0:30  |
| 2.     | White America                    | Eminem, Jeff Bass                   | 5:24  |
| 3.     | Business                         | Dr. Dre                             | 4:11  |
| 4.     | Cleanin' Out My Closet           | Eminem, Jeff Bass                   | 4:58  |
| 5.     | Square Dance                     | Eminem                              | 5:24  |
| 6.     | The Kiss (skit)                  | Eminem                              | 1:16  |
| 7.     | Soldier                          | Eminem                              | 3:46  |
| 8.     | Say Goodbye Hollywood            | Eminem                              | 4:33  |
| 9.     | Drips (ft. Obie Trice)           | Eminem                              | 4:45  |
| 10.    | Without Me                       | Eminem, Jeff Bass, Urban Kris (co.) | 4:50  |
| 11.    | Paul Rosenberg (skit)            |                                     | 0:23  |
| 12.    | Sing for the Moment              | Eminem, Jeff Bass                   | 5:40  |
| 13.    | Superman (ft. Dina Rae)          | Eminem, Jeff Bass                   | 5:50  |
| 14.    | Hailie's Song                    | Eminem                              | 5:21  |
| 15.    | Steve Berman (skit)              |                                     | 0:33  |
| 16.    | When the Music Stops (ft. D12)   | Eminem, Mr. Porter                  | 4:29  |
| 17.    | Say What You Say (ft. Dr. Dre)   | Dr. Dre                             | 5:09  |
| 18.    | Till I Collapse (ft. Nate Dogg)  | Eminem                              | 4:57  |
| 19.    | My Dad's Gone Crazy (ft. Hailie) | Dr. Dre                             | 4:28  |
| 20.    | Curtains Close (skit)            | Eminem                              | 1:00  |

## Samply
- "Without Me" obsahuje části písní "Buffalo Gals" od Malcolm McLaren a "Rap Name" od Obie Trice.
- "Sing for the Moment" obsahuje části písně "Dream On" od Aerosmith.